# تصبن

تصبن الدهنيات بوجود هيدروكسيد البوتاسيوم.

التصبن هي عملية تحلل مائي للإستر في وسط قلوي، لتشكيل الكحول وملح يحتوي على مجموعة الكربوكسيل. يستخدم التصبن بشكل شائع للإشارة إلى تفاعل مادة قلوية معدنية مع الدهون أو الزيت لتشكل الصابون. والمواد القابلة للتصبن هي المواد التي يمكن تحويلها إلى الصابون.
CH2-OOC-R - CH-OOC-R - CH2-OOC-R (دهن) + 3 NaOH (أو KOH)
يتم تسخين المادتين:
CH2-OH -CH-OH - CH2-OH (جليسرول) + 3 R-CO2-Na (صابون)
حيث R=(CH2)14CH3 في المثال (يمين)
هيدروكسيد الصوديوم (NaOH) هي مادة قلوية كاوية. وإذا استخدم هيدروكسيد الصوديوم يتشكل عندنا صابون قاسي، في حين استخدام هيدروكسيد البوتاسيوم (KOH) يعطي الصابون السائل. الزيوت النباتية والدهون الحيوانية هي استرات دهنية في شكل ثلاثي الغليسريد. تقوم المادة القلوية بتحطيم رابطة الإستر وتطلق حمض دهني وجليسرول. إذا لزم الأمر، يمكن ترسيب الصابون بمعالجته بالملح (كلوريد الصوديوم المشبع).

## الجثث
التصبن يمكن أن يشير أيضًا إلى الأنسجة اللينة حيث تتحول الدهون في الجثة إلى شحم شمعي، وغالبًا ما يسمى شمع القبر. وهذه العملية أكثر شيوعًا عندما تكون كمية الأنسجة الدهنية عالية، مع غياب عوامل التحلل أو وجودها بكمية صغيرة، وأرض المدفن قلوية.

## أجهزة إطفاء الحريق
إن الحرائق الناتجة عن الزيوت أو الدهون المستخدمة في الطعام(تصنف على أنها صنف ك)، تحترق بشكل أعلى سخونة من غيرها من السوائل القابلة للاشتعال، جاعلة أجهزة إطفاء الحريق المستخدمة مع الصنف B غير فاعلة. مثل هذه الحرائق ينبغي أن تطفئ باستخدام مطافئ بمواد كيميائية رطبة (wet chemical extinguisher). يعتمد مبدأ إطفاء هذه المواد على تصبنها. يحول وسيط الإطفاء المادة المحترقة بسرعة إلى صابون غير قابل للاحتراق. هذه العملية ماصة للحرارة، مما يعني أنها تمتص الطاقة (في هذه الحالة، الطاقة الحرارية) من المناطق المحيطة بها، والحد من درجة الحرارة والقضاء على الحريق.

## وصلات خارجية
- Soapmaking at Bellaonline - Soapmaking articles, forum and supplier links.
- Soap Naturally Web and Mailing List نسخة محفوظة 7 ديسمبر 2011 على موقع واي باك مشين. - Resources for natural handmade soapmakers.
- Soap Recipe Corner - Soapmaking explained.
- About Candle and Soap Making نسخة محفوظة 21 أبريل 2011 على موقع واي باك مشين. - Soap making at About.com
- Glossary for the Modern Soap Maker نسخة محفوظة 1 فبراير 2004 على موقع واي باك مشين. - A collection of terms, definitions and acronyms for today's soap maker.
- Adipocere - A collection of resources on soap mummies and adipocere formation.
- The Handbook of Soap Manufacture - A book from 1908.